# 弗洛拉 (北達科他州)
弗洛拉（英語：Flora）是位於美國北達科他州本森縣的非建制地區。

## 歷史
弗洛拉的郵局於1901年設立，其後於1971年停運。

## 地理
弗洛拉所處的海拔為高於海平面481米（即1578英呎），而該地所採用的時區為UTC-6，即北美中部时区（CST）。同時該地設有夏令時間，為UTC-6調快一小時，即UTC-5（CDT）。